# Sadeillan
Sadeillan is een gemeente in het Franse departement Gers (regio Occitanie) en telt 82 inwoners (2009). De plaats maakt deel uit van het arrondissement Mirande.

## Geografie
De oppervlakte van Sadeillan bedraagt 5,8 km², de bevolkingsdichtheid is dus 14,1 inwoners per km².
De onderstaande kaart toont de ligging van Sadeillan met de belangrijkste infrastructuur en aangrenzende gemeenten.

## Demografie
Onderstaande figuur toont het verloop van het inwonertal (bron: INSEE-tellingen).